# Список зарубежных поездок Улафа V

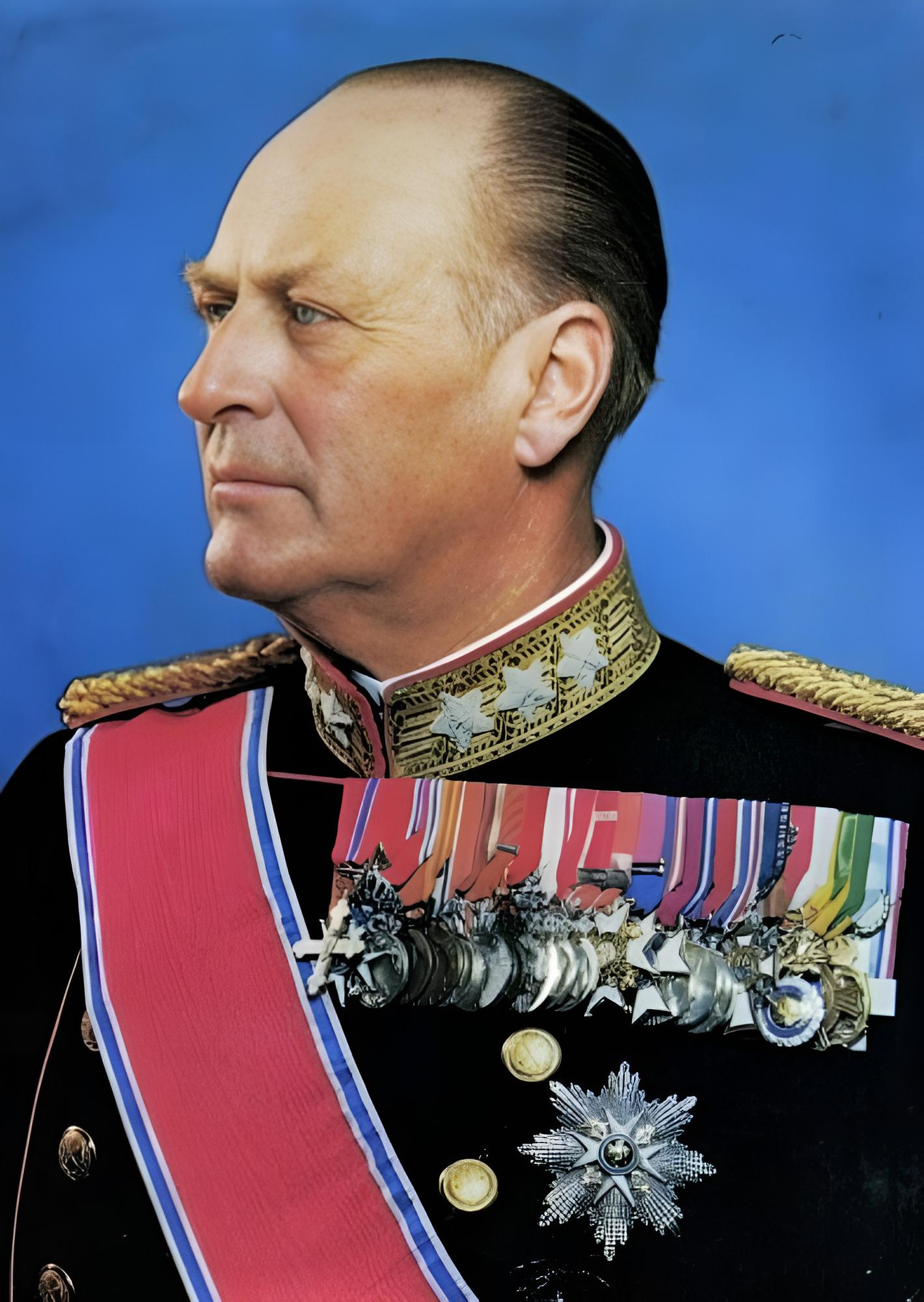
Король Норвегии Улаф V

Король Норвегии Улаф V (норв. Olav V) за время своего правления (1957—1991) совершил не менее 30 поездок в 26 стран. За три года до вступления на престол король овдовел, в связи с чем совершал визиты без консорта.
Свой первый международный государственный визит Улаф V нанес в Данию в сентябре 1958 года, а последний — в Великобританию в апреле 1988 года. В число данных поездок входят 4 визита в США (1968, 1975, 1982, 1987), 3 визита в Швецию (1959, 1968, 1972) и 2 визита в Австрию (1966, 1982), Великобританию (1962, 1988), Данию (1958, 1974), Исландию (1961, 1974), Финляндию (1961, 1980). Помимо этих стран, король посетил Аргентину (1967), Бельгию (1964), Бразилию (1967), Германию (1973), Иран (1965), Испанию (1984), Канаду (1987), Люксембург (1964), Нидерланды (1964), Португалию (1978), Таиланд (1965), Тунис (1969), Францию (1962), Чили (1967), Швейцарию (1968), Эфиопию (1966), Югославию (1966) и Японию (1983). За время своего правления Улаф V нанёс визиты 3 лидерам США.

## Визиты
Ниже приведено количество визитов:
- 4 визита — США
- 3 визита — Швеция
- 2 визита — Австрия, Великобритания, Дания, Исландия, Финляндия
- 1 визит — Аргентина, Бельгия, Бразилия, Германия, Иран, Испания, Канада, Люксембург, Нидерланды, Португалия, Таиланд, Тунис, Франция, Чили, Швейцария, Эфиопия, Югославия, Япония

### 1950-е
| Дата                | Страна визита | Место/а визита | Цель визита                                              | Примечания |
| ------------------- | ------------- | -------------- | -------------------------------------------------------- | ---------- |
| 11—13 сентября 1958 | Дания         | Копенгаген     | Встреча с королем Дании Фредериком IX и королевой Ингрид | [ 2 ]      |
| 23—25 апреля 1959   | Швеция        | —              | Встреча с королем Швеции Густавом VI                     |            |

### 1960-е
| Дата                   | Страна визита  | Место/а визита | Цель визита                                                                      | Примечания        |
| ---------------------- | -------------- | --- | -------------------------------------------------------------------------------- | ----------------- |
| 31 мая — 2 июня 1961   | Исландия       | — | Встреча с президентом Исландии Аусгейром Аусгейрссоном                           | [ 3 ] [ 4 ]       |
| 5—7 июля 1961          | Финляндия      | Свеаборг | Официальный визит                                                                |                   |
| 26—28 сентября 1962    | Франция        | - Париж - Гавр | Встреча с президентом Франции Шарль Де Голлем                                    | [ 5 ] [ 6 ]       |
| 16—18 октября 1962     | Великобритания | - Лондон - Холирудский дворец, Эдинбург | Встреча с королевой Елизаветой II и принцем Филиппом                             | [ 7 ] [ 8 ] [ 9 ] |
| 9—11 сентября 1964     | Нидерланды     | Амстердам | Встреча с королевой Нидерландов Юлианой и принцем Бернардом                      |                   |
| 14—15 сентября 1964    | Люксембург     | — | Встреча с великой герцогиней Люксембурга Шарлоттой и принцем Феличе              | [ 11 ]            |
| 21—23 сентября 1964    | Бельгия        | — | Встреча с королем Бельгии Бодуэном и королевой Фабиолой                          | [ 12 ]            |
| 7—14 января 1965       | Иран           | — | Встреча с шахиншахом Ирана Мохаммедом Реза Пехлеви и шахбану Ирана Фарах Пехлеви | [ 13 ]            |
| 15—23 января 1965      | Таиланд        | — | Встреча с королём Таиланда Пхумипоном Адульядетом и королевой Сирикит            | [ 14 ]            |
| 10—17 января 1966      | Эфиопия        | Аддис-Абеба | Встреча с императором Эфиопии Хайле Селассие                                     | [ 15 ]            |
| 5—9 сентября 1966      | Югославия      | - Белград - Скопье | Встреча с президентом Югославии Иосипом Броз Тито                                |                   |
| 12—16 сентября 1966    | Австрия        | — | Официальный визит                                                                | [ 17 ]            |
| 26—28 апреля 1967      | Италия         | Рим | Встреча с президентом Италии Джузеппе Сарагатом                                  | [ 18 ]            |
| 6—12 сентября 1967     | Бразилия       | — | Встреча с президентом Бразилии Артур да Коста-и-Силва                            | [ 19 ]            |
| 13—16 сентября 1967    | Чили           | — | Встреча с президентом Чили Эдуардо Фрей Монтальва                                | [ 20 ]            |
| 18—21 сентября 1967    | Аргентина      | — | Официальный визит                                                                | [ 21 ]            |
| 1—3 апреля 1968        | Швейцария      | - Лаутербруннен - Юнгфрауйох | Посещение Юнгфрау                                                                | [ 22 ]            |
| 24 апреля — 1 мая 1968 | США            | - Уильямсберг - Норфолк - Канаверал - Новый Орлеан - Лос-Анджелес - Сан-Франциско - Сиэтл - Миннеаполис - Дулут - Мадисон - Чикаго - Нью-Йорк | Встреча с президентом США Линдоном Джонсоном                                     | [ 23 ]            |
| 5—11 мая 1969          | Тунис          | — | Встреча с президентом Туниса Хабибом Бургиба                                     | [ 24 ]            |

### 1970-е
| Дата                | Страна визита | Место/а визита | Цель визита                                              | Примечания    |
| ------------------- | ------------- | -------------- | -------------------------------------------------------- | ------------- |
| 1972                | Швеция        | Стокгольм      | Встреча с королем Швеции Густавом VI                     |               |
| 4–8 июня 1973       | Германия      | –              | Встреча с президентом ФРГ Густавом Хайнеманом            | [ 25 ] [ 26 ] |
| 4–6 июня 1974       | Исландия      | –              | Встреча с президентом Исландии Кристьяуном Эльдьяудном   | [ 27 ]        |
| 11–13 сентября 1974 | Дания         | Копенгаген     | Встреча с королевой Дании Маргрете II и принцем Хенриком | [ 28 ]        |
| 4–30 октября 1975   | США           | –              | Встреча с президентом США Джеральдом Фордом              | [ 29 ]        |
| 25–27 ноября 1975   | Швеция        | –              | Официальный визит                                        | [ 17 ]        |
| 21–24 февраля 1978  | Португалия    | –              | Официальный визит                                        | [ 17 ]        |

### 1980-е
| Дата                | Страна визита  | Место/а визита                          | Цель визита                                                         | Примечания    |
| ------------------- | -------------- | --------------------------------------- | ------------------------------------------------------------------- | ------------- |
| 7–10 октября 1980   | Финляндия      | Хельсинки                               | Встреча с президентом Финляндии Урхо Кекконеном                     | [ 30 ] [ 31 ] |
| 13–15 сентября 1982 | Австрия        | –                                       | Встреча с президентом Австрии Рудольфом Кирхшлегером                | [ 32 ]        |
| 19–20 октября 1982  | США            | - Авиабаза Эндрюс, Мэриленд - Вашингтон | Официальный визит                                                   |               |
| 17–24 октября 1983  | Япония         | Токио                                   | Встреча с императором Японии Хирохито и императрицой Кодзюн         | [ 33 ] [ 34 ] |
| 29–31 марта 1984    | Испания        | Мадрид                                  | Встреча с королём Испании Хуаном I и Софией                         | [ 35 ]        |
| 17–30 ноября 1987   | - США - Канада | Торонто                                 | Официальный визит                                                   | [ 36 ]        |
| 12–15 апреля 1988   | Великобритания | Лондон                                  | Встреча с королевой Великобритании Елизаветой II и принцем Филиппом | [ 37 ]        |